# (29467) Shandongdaxue
(29467) Shandongdaxue est un astéroïde de la ceinture principale.

## Description
(29467) Shandongdaxue est un astéroïde de la ceinture principale. Il fut découvert le 15 octobre 1997 à la station de Xinglong par le programme Beijing Schmidt CCD Asteroid Program. Il présente une orbite caractérisée par un demi-grand axe de 2,80 UA, une excentricité de 0,17 et une inclinaison de 9,8° par rapport à l'écliptique.

## Compléments